# Linia kolejowa Woropajewo – Druja
Linia kolejowa Woropajewo – Druja – linia kolejowa na Białorusi łącząca stację Woropajewo ze ślepą stacją Druja.
Znajduje się w obwodzie witebskim. Linia na całej długości jest niezelektryfikowana i jednotorowa.

## Historia
Linia powstała na mocy rozporządzenia prezydenta Rzeczypospolitej Polskiej Ignacego Mościckiego z 24 lutego 1928. Art. 3 rozporządzenia stanowił, że koszty budowy pokryją Dziśnieński Powiatowy Związek Komunalny oraz Polskie Koleje Państwowe z nadwyżki dochodów bądź poprzez kredyt. Jej otwarcie nastąpiło w 1932. Otwarcie linii spowodowało poprawę sytuacji ekonomicznej rejonu.
W planach była również budowa portu rzecznego na Dźwinie w Drui, który poprzez Rygę miał stworzyć perspektywy handlu morskiego dla Wileńszczyzny. W 1935 rozpoczęto budowę przedłużenia linii kolejowej ze stacji Druja na miejsce planowanego portu. Jednak obawy przed wybuchem wojny i wprowadzone w związku z nimi ograniczenia w strefie nadgranicznej oraz sam wybuch II wojny światowej, przekreśliły budowę portu i wykorzystania linii w handlu morskim, pozostawiając ją jako linię lokalną.
Linia początkowo leżała w Polsce. Po II wojnie światowej znalazła się w Związku Sowieckim (1945–1991). Od 1991 położona jest na Białorusi.